# 圣保罗 (上维埃纳省)
圣保罗（法語：Saint-Paul，法語發音：[sɛ̃ pɔl] ⓘ）是法国新阿基坦大区上维埃纳省的一个市镇，位于该省东南部，属于利摩日区。

## 地理
圣保罗（45°45'1"N, 1°25'56"E）面积37.39 平方千米，位于法国新阿基坦大区上维埃纳省，该省份为法国中西部省份，北起顺时针与安德尔省、克勒兹省、科雷兹省、多爾多涅省、夏朗德省和维埃纳省接壤。
与圣保罗接壤的市镇（或旧市镇、城区）包括：埃若、拉热内图斯、圣博内布里扬斯、圣但尼代米尔、罗瑟尔河畔圣热内斯、圣伊莱尔博讷瓦勒。

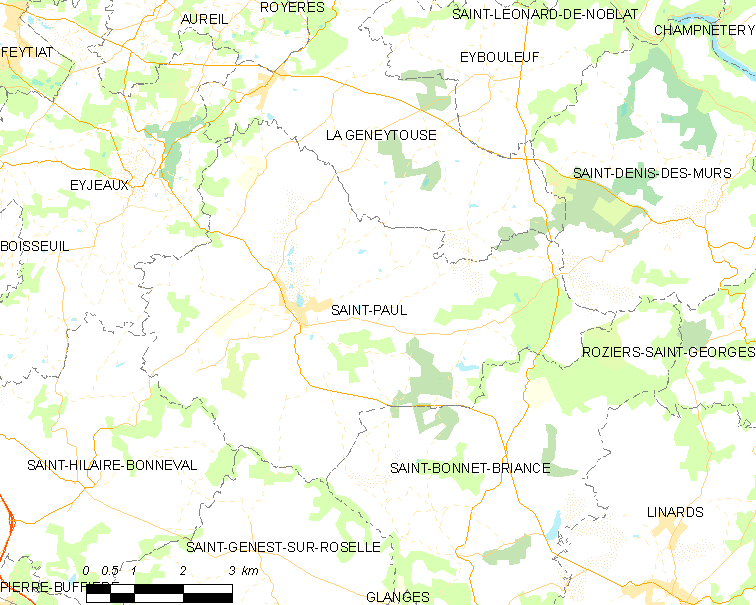
的OSM定位图

圣保罗的时区为UTC+01:00、UTC+02:00（夏令时）。

## 行政
圣保罗的邮政编码为87260，INSEE市镇编码为87174。

## 政治
圣保罗所属的省级选区为维埃纳河畔孔达县。

## 人口

1962-2008年间人口变化图示

圣保罗于2022年1月1日时的人口数量为1235人。